# Elecciones estatales de Baja Sajonia de 1955
La elección del tercer parlamento de Baja Sajonia tuvo lugar el 24 de abril de 1955. La participación fue del 77,5%, ligeramente superior a la de la anterior elección estatal en 1951.

## Resultados
| Partido | Partido        | Votos   | %     | Mand. directos | Escaños |
| ------- | -------------- | ------- | ----- | -------------- | ------- |
|         | SPD            | 1181963 | 35,20 | 59             | 59      |
|         | CDU            | 894018  | 26,63 | 20             | 43      |
|         | DP             | 415183  | 12,36 | 15             | 19      |
|         | GB/BHE         | 370407  | 11,03 |                | 17      |
|         | FDP            | 264841  | 7,89  | 1              | 12      |
|         | DRP            | 126692  | 3,77  |                | 6       |
|         | KPD            | 44788   | 1,33  |                | 2       |
|         | Zentrum        | 37563   | 1,12  |                | 1       |
|         | DHP            | 10823   | 0,32  |                |         |
|         | BdD            | 8600    | 0,26  |                |         |
|         | LP             | 2768    | 0,08  |                |         |
|         | Independientes | 132     | 0,00  |                |         |
| Total   | Total          | 3357778 |       | 95             | 159     |

El SPD recibió cinco escaños excedentarios (Überhangmandate), por lo que se les dio a los otros partidos cinco escaños compensatorios (Ausgleichsmandate): a la CDU tres, y al GB/BHE y DRP uno cada uno. Como resultado, el parlamento estatal aumentó de 149 a 159 diputados.
Dado que, en esta elección, el umbral del cinco por ciento no se aplicó, tres partidos con menos del cinco por ciento de la votación pudieron ser representados en el parlamento. Esto también se aplicó al Partido Comunista, pero sus escaños (después de su prohibición en agosto de 1956, por el Tribunal Constitucional Federal de Alemania) fueron anulados.
Después de las elecciones estatales se formó una coalición formada por la CDU, la DP, el FDP y el GB/BHE bajo Heinrich Hellwege, con el Gabinete Hellwege 1. Esta fue la primera vez en la historia del gobierno del estado en que se formaba un gobierno en contra del SPD, liderado por Hinrich Wilhelm Kopf, que desde la fundación del Land en 1946 había sido primer ministro. En noviembre de 1957 un nuevo gobierno de coalición se formó con la participación del DP, la CDU y el SPD, y el primer ministro se mantuvo siendo Heinrich Hellwege (Gabinete Hellwege II).